# IWeb
iWeb ist ein Programm des Unternehmens Apple zum einfachen Erstellen von Websites. iWeb war Bestandteil des Softwarepaketes iLife Version ’06 bis Version ’11. Die Entwicklung wurde inzwischen jedoch eingestellt.
iWeb richtet sich vor allem an Nutzer, welche auch ohne Kenntnisse von HTML schnell gute Ergebnisse bei der Erstellung von Webseiten erzielen wollen. iWeb ist sehr gut für Einsteiger geeignet.
iWeb benötigt keine serverseitige Skriptsprache und keine Datenbanken. Für den vollen Funktionsumfang muss die Webseite auf MobileMe veröffentlicht werden.
iWeb ist ein WYSIWYG-Editor. Hierfür nutzt iWeb vorgefertigte Vorlagen (Themes), welche überwiegend auf grafischen Elementen und Bilddateien basieren. Diese Vorlagen lassen sich schnell und einfach anwenden und austauschen. Ein Abändern der Vorlagen oder Erstellen von individuellen Vorlagen ist mit Bordmitteln nicht möglich. Die erstellten Seiten lassen sich aber sehr einfach individuell anpassen. Durch Kopieren (Duplikate) der individualisierten Seiten lassen sich diese wie Vorlagen verwenden.
Eine Quellcodebearbeitung fehlt. Eine teilweise Ergänzung von Quellcode ist aber durch die HTML-Snippet-Funktion möglich. Die geschickte Nutzung der Möglichkeiten des Programms erlaubt andererseits weitgehende grafische Freiheiten.

## Fixed Layout HTML
Die Webseiten werden in einem festen Layout erstellt. Der Inhalt wird in einen statischen Bereich dargestellt, der standardmäßig exakt 700px breit ist und im Browserfenster (Viewport) zentriert wird. Alle verwendeten Bestandteile (Textfelder, Formen und Grafiken) werden mit festen Größen und Positionen auf der Webseite angelegt. Die verwendete Technologie sichert eine einheitliche Darstellung auf allen Internet-Browsern. Wird im Browser eine Skalierungsfunktion verwendet, so wirkt sich diese auf den gesamten Inhalt aus. Alle Bestandteile werden also gleichmäßig skaliert und das optische BIld – der visuelle Eindruck – bleibt erhalten.
Das Verfahren hierzu ist vergleichbar dem heute im E-Book-Bereich genutzten Fixed Layout EPUB.
Auch wenn iWeb keine Resposives Webdesign nutzt, kann das Ergebnis sowohl auf Mobilgeräten, Tablets wie auch Desktopsystem gute bis sehr gute Ergebnisse erzielen.

## Funktionen
Folgende Bearbeitungsfunktionen sind verfügbar:
- Thema
- Textfeld
- Formen
- Information
- Bildeinstellung (Helligkeit, Kontrast, Sättigung, Temperatur, Farbton, Schärfe, Belichtung, Licht- und Schattenprofil)
- Farben (Farbrad, Farbregler, Farbpaletten, Bildpaletten, Stifte, Deckkraft)
- Schriften (Schriftart, Familie, Schnitt, Schriftgröße, Unterstreichung, Durchstreichen, Schatten)
- Audio
- Fotos
- Filme
- Widgets (MobileMe Galerie, YouTube, Google Maps, Google AdSense, FaceTime-Foto, FaceTime-Film, Countdown, RSS-Feed, HTML-Baustein)

Hilfsfunktionen:
- Ebenenanordnung (ganz nach vorne, ganz nach hinten, schrittweise vorwärts, schrittweise rückwärts)
- Drehen (im Uhrzeigersinn drehen, gegen den Uhrzeigersinn drehen, Drehen mit Winkelangabe)
- Spiegeln (horizontal, vertikal)
- Ausrichten (links, zentriert, rechts, oben, Mitte, unten)
- Verteilen (horizontal, vertikal)
- Maskieren

Die grafische Oberfläche unterstützt die Gestaltung mit intelligenten Hilfslinien, die man sonst nur in professionellen Satzprogrammen findet.
Einige Funktionen sind allerdings nur für Webseiten unter einem MobileMe-Account verfügbar:
- Volltextsuche in Blogs und Podcasts
- Kommentare in Blogs
- Widget MobileMe Galerie

die über iWeb in Webseiten integriert werden können, wie z. B. ein Besucherzähler oder Kommentare in Blogs, sind nur ausführbar.
Mit iWeb lassen sich Webseiten direkt auf
- MobileMe oder
- per integrierter FTP-Übertragung auf einen Webserver[1] übertragen. Bei der Veröffentlichung der Daten werden entweder nur die geänderten Inhalte übertragen oder auch die komplette Webseite.

Ein Export in einen lokalen Ordner ist auch möglich.

## Programmentwicklung
iWeb wurde im Januar 2006 vorgestellt und ist Teil des Softwarepaketes iLife '06 von Apple.
In iWeb '08 wurden neue Widgets hinzugefügt, wie Google Maps, Google AdSense, Videos und HTML-Baustein. Als Funktion kam das Fotoalbum hinzu. Neue Themen wurden auch bereitgestellt.
In iWeb ’09 wurden neue Widgets hinzugefügt, wie iSight Video (heute FaceTime Video), iSight Foto (heute FaceTime Foto), Countdown, YouTube-Video und RSS-Feeds. Mit der neu integrierten FTP-Veröffentlichung können nun beliebige Host-Server zur Veröffentlichung der Webseiten verwendet werden.
Mit iLife ’11 wurde iWeb letztmals ausgeliefert. Mit der Einführung des Mac App Store wurde der Vertrieb von iWeb endgültig eingestellt und zum 1. Juli 2012 wurde auch der MobileMe-Dienst geschlossen.
Einen Teil der Funktionen von iWeb findet man in der Software iBooks Author von Apple wieder.
iWeb ist eine 32-Bit-Anwendung und kann unter den Betriebssystemversionen ab Mac OS X Tiger 10.4 bis zu macOS Mojave 10.14 eingesetzt werden. Ab macOS Catalina 10.15, welches ausschließlich 64-Bit-Anwendungen unterstützt, kann iWeb nicht mehr genutzt werden.